# Copa del Rey 1985/86
Die Copa del Rey 1985/86 war die 82. Austragung des spanischen Fußballpokals.
Der Wettbewerb startete am 11. September 1985 und endete mit dem Finale am 26. April 1986 im Estadio Vicente Calderón in Madrid. Titelverteidiger des Pokalwettbewerbes war Atlético Madrid. Den Titel gewann Real Saragossa durch einen 1:0-Erfolg im Finale gegen den FC Barcelona. Damit qualifizierte sich der Verein für den Europapokal der Pokalsieger 1986/87.

## Erste Runde
Die Hinspiele wurden am 11., 18., 19., 24. und 26. September, die Rückspiele am 18., 25. und 26. September sowie am 1., 2. und 23. Oktober 1985 ausgetragen.
|                           | Gesamt    |                         | Hinspiel | Rückspiel |
| ------------------------- | --------- | ----------------------- | -------- | --------- |
| CD Júpiter                | 1:10      | RCD Español             | 0:3      | 1:7       |
| CD Banyoles               | 2:1       | FC Andorra              | 1:0      | 1:1       |
| CD Europa                 | 2:4       | CE Sabadell             | 1:2      | 1:2       |
| Villanueva CF             | 2:6       | CD Málaga               | 2:1      | 0:5       |
| SD Eibar                  | 5:2       | Cultural de Durango     | 3:0      | 2:2       |
| Betis Sevilla Deportivo   | 2:8       | Deportivo Xerez         | 1:3      | 1:5       |
| CD Leganés                | 2:6       | Calvo Sotelo CF         | 2:2      | 0:4       |
| Celtiga FC                | 1:4       | Celta Vigo              | 0:2      | 1:2       |
| Gimnástica de Torrelavega | 1:7       | Racing Santander        | 1:4      | 0:3       |
| CD Guadalajara            | 2:3       | Rayo Vallecano          | 1:0      | 1:3       |
| CD Eldense                | 0:4       | Hércules Alicante       | 0:3      | 0:1       |
| FC Córdoba                | 2:10      | FC Sevilla              | 2:6      | 0:4       |
| CD Valdepeñas             | 1:8       | Castilla CF             | 1:4      | 0:4       |
| Moguer FC                 | 0:5       | Betis Sevilla           | 0:2      | 0:3       |
| UD Telde                  | 1:4       | UD Las Palmas           | 1:3      | 0:1       |
| SD Huesca                 | 2:5       | Real Saragossa          | 2:2      | 0:3       |
| Cultural Leonesa          | 0:10      | Real Valladolid         | 0:5      | 0:5       |
| CF Gandía                 | 1:5       | FC Valencia             | 1:2      | 0:3       |
| Sporting Gijón Atlético   | 1:7       | Real Oviedo             | 0:5      | 1:2       |
| Sestao SC                 | 1:2       | Deportivo Alavés        | 1:0      | 0:2       |
| UE Lleida                 | 7:1       | FC Barcelona Atlètic    | 4:1      | 3:0       |
| Yeclano CF                | 1:6       | Real Murcia             | 0:2      | 1:4       |
| Bigastro CF               | 1:5       | FC Cartagena            | 1:3      | 0:2       |
| Atlético Astorga          | 1:5       | UD Salamanca            | 0:1      | 1:4       |
| UD Orotava                | 3:4       | CD Teneriffa            | 2:1      | 1:3       |
| RCD Mallorca              | 7:0       | SD Portmany             | 7:0      | 0:0       |
| Racing de Ferrol          | 2:4       | Deportivo La Coruña     | 2:0      | 0:4       |
| SD Ejea                   | 1:7       | CD Logroñés             | 1:1      | 0:6       |
| Benidorm CD               | 2:3       | CD Castellón            | 2:2      | 0:1       |
| Imperial CF               | 1:2       | Albacete Balompié       | 0:1      | 1:1       |
| CP Villarrobledo          | 0:3       | FC Elche                | 0:1      | 0:2       |
| CD Binéfar                | 3:0       | Endesa Andorra          | 1:0      | 2:0       |
| Linares CF                | 2:3       | FC Granada              | 1:2      | 1:1       |
| FC Algeciras              | 1:2       | AD Ceuta                | 1:0      | 0:2       |
| AD Alcorcón               | 3:1       | Real Ávila              | 2:0      | 1:1       |
| Zalla UC                  | 2:3       | CD Baskonia             | 0:1      | 2:2       |
| CD Ronda                  | 9:2       | CA Malagueño            | 3:1      | 6:1       |
| SD Ponferradina           | 5:1       | SDG Medinense           | 3:0      | 2:1       |
| CD Murense                | 1:4       | CF Sporting Mahonés     | 1:1      | 0:3       |
| UP Langreo                | 4:0       | CD San Martín           | 3:0      | 1:0       |
| CD Rayo Cantabria         | 3:2       | Castro FC               | 1:1      | 2:1       |
| CD Izarra                 | 2:3       | CD Teruel               | 2:0      | 0:3       |
| CD Burriana               | 1:2       | UD Alzira               | 0:1      | 1:1       |
| CD Martos                 | 4:5       | CP Almería              | 3:1      | 1:4       |
| CD Mensajero              | 4:2       | CD San Andrés           | 3:0      | 1:2       |
| CP Mérida                 | 5:1       | CD Díter Zafra          | 2:0      | 3:1       |
| CE l’Hospitalet           | 1:5       | CD Atlético Baleares    | 1:1      | 0:4       |
| CF Villanovense           | 2:4       | CP Cacereño             | 1:0      | 1:4       |
| UE Figueres               | 5:2       | CF Lloret               | 4:1      | 1:1       |
| Real Valladolid Promesas  | 1:3       | Real Burgos             | 1:1      | 0:2       |
| CD Arenteiro              | 0:2       | CD Ourense              | 0:0      | 0:2       |
| Sevilla Atlético          | 0:4       | Real Linense            | 0:0      | 0:4       |
| FC Extremadura            | 3:6       | CD Plasencia            | 3:2      | 0:4       |
| Melilla CF                | 0:5       | Real Jaén               | 0:0      | 0:5       |
| Lorca Deportiva           | 6:3       | CD Cieza                | 3:2      | 3:1       |
| UE Sant Andreu            | 4:2       | FC Terrassa             | 3:1      | 1:1       |
| Atlético Madrileño        | 3:1       | Real Madrid Aficionados | 2:1      | 1:0       |
| SD Amorebieta             | 0:5       | Real Sociedad           | 0:3      | 0:2       |
| CD Mairena                | 0:11      | FC Cádiz                | 0:2      | 0:9       |
| Villajoyosa CF            | 4:8       | CD Mestalla             | 4:4      | 0:4       |
| CD Lalín                  | (a)4:4(a) | FC Pontevedra           | 0:3      | 4:1       |
| CD Arnedo                 | 0:7       | CD Aragón               | 0:4      | 0:3       |
| FC Barakaldo              | 4:1       | Bilbao Athletic         | 4:1      | 0:0       |
| CD Pozoblanco             | 3:6       | Recreativo Huelva       | 1:0      | 2:6       |

- Freilose: RCD Mallorca Atlético, CD Lugo, Club Siero, CD Alcoyano, CD Maspalomas, Orihuela Deportivo CF, UD Güímar und AD Sabiñánigo.

## Zweite Runde
Die Hinspiele wurden am 16., 22., 23. und 31. Oktober, die Rückspiele am 23. und 30. Oktober sowie am 5. und 6. November 1985 ausgetragen.
|                      | Gesamt |                       | Hinspiel | Rückspiel |
| -------------------- | ------ | --------------------- | -------- | --------- |
| CD Teruel            | 1:8    | Real Saragossa        | 1:5      | 0:3       |
| CD Atlético Baleares | 1:2    | RCD Mallorca Atlético | 1:2      | 0:0       |
| CD Lugo              | 2:4    | Deportivo La Coruña   | 1:0      | 1:4       |
| UE Figueres          | 2:4    | RCD Español           | 2:2      | 0:2       |
| Club Siero           | 1:4    | Sporting Gijón        | 0:1      | 1:3       |
| SD Ponferradina      | 1:5    | Real Valladolid       | 1:2      | 0:3       |
| CD Ourense           | 0:1    | Celta Vigo            | 0:0      | 0:1       |
| Deportivo Xerez      | 4:2    | FC Cádiz              | 1:1      | 3:1       |
| CD Alcoyano          | 2:3    | FC Valencia           | 1:1      | 1:2       |
| Racing Santander     | 3:2    | Deportivo Alavés      | 1:0      | 2:2       |
| CD Maspalomas        | 1:7    | UD Las Palmas         | 1:4      | 0:3       |
| Atlético Madrileño   | 0:5    | Rayo Vallecano        | 0:2      | 0:3       |
| Real Linense         | 3:4    | FC Sevilla            | 2:0      | 1:4       |
| Calvo Sotelo CF      | 1:6    | Castilla CF           | 0:2      | 1:4       |
| FC Cartagena         | 3:4    | Orihuela Deportivo CF | 1:2      | 2:2       |
| Recreativo Huelva    | 5:1    | AD Ceuta              | 3:0      | 2:1       |
| FC Elche             | 3:4    | Lorca Deportiva       | 3:1      | 0:3       |
| FC Granada           | 4:3    | Real Jaén             | 3:1      | 1:2       |
| UD Güímar            | 2:3    | CD Teneriffa          | 0:1      | 2:2       |
| CD Binéfar           | 2:5    | CD Aragón             | 2:3      | 0:2       |
| UE Sant Andreu       | 1:12   | UE Lleida             | 1:5      | 0:7       |
| Albacete Balompié    | 1:7    | Real Murcia           | 1:2      | 0:5       |
| UP Langreo           | 1:6    | Real Oviedo           | 1:2      | 0:4       |
| UD Alzira            | 2:4    | CD Castellón          | 2:1      | 0:3       |
| Real Burgos          | 3:2    | UD Salamanca          | 3:1      | 0:1       |
| CD Ronda             | 1:3    | CD Málaga             | 1:0      | 0:3       |
| AD Sabiñánigo        | 1:3    | CD Logroñés           | 1:0      | 0:3       |
| RCD Mallorca         | 5:1    | CF Sporting Mahonés   | 4:0      | 1:1       |
| CP Cacereño          | 1:2    | CD Plasencia          | 1:2      | 0:0       |
| FC Barakaldo         | 3:0    | CD Rayo Cantabria     | 2:0      | 1:0       |
| SD Eibar             | 4:1    | CD Baskonia           | 0:0      | 4:1       |
| CD Banyoles          | 1:8    | CE Sabadell           | 1:4      | 0:4       |

- Freilose: AD Alcorcón, CD Lalín, CD Mensajero, CD Mestalla, CP Almería, Hércules Alicante, CP Mérida, Betis Sevilla und Real Sociedad.

## Dritte Runde
Die Hinspiele wurden am 13. November, die Rückspiele am 19., 21. und 27. November 1985 ausgetragen.
|                       | Gesamt        |                       | Hinspiel | Rückspiel |
| --------------------- | ------------- | --------------------- | -------- | --------- |
| AD Alcorcón           | 0:6           | CA Osasuna            | 0:1      | 0:5       |
| CP Almería            | 1:5           | Recreativo Huelva     | 1:4      | 0:1       |
| CD Aragón             | 2:8           | FC Valencia           | 1:2      | 1:6       |
| FC Barakaldo          | 1:3           | CD Castellón          | 1:0      | 0:3       |
| Betis Sevilla         | 2:4           | RCD Mallorca          | 1:1      | 1:3       |
| Castilla CF           | 1:0           | Orihuela Deportivo CF | 1:0      | 0:0       |
| Deportivo La Coruña   | 1:5           | UE Lleida             | 0:1      | 1:4       |
| SD Eibar              | 1:5           | Real Saragossa        | 1:2      | 0:3       |
| Deportivo Xerez       | 0:3           | Celta Vigo            | 0:1      | 0:2       |
| CD Lalín              | 1:14          | UD Las Palmas         | 0:3      | 1:11      |
| CD Málaga             | 1:1 5:4 i. E. | Lorca Deportiva       | 1:0      | 0:1       |
| RCD Mallorca Atlético | 2:3           | Hércules Alicante     | 1:1      | 1:2       |
| CD Mensajero          | 0:3           | CD Logroñés           | 0:1      | 0:2       |
| CP Mérida             | 2:6           | FC Sevilla            | 0:2      | 2:4       |
| CD Mestalla           | 1:3           | Racing Santander      | 0:3      | 1:0       |
| Real Murcia           | 1:2           | Real Burgos           | 0:0      | 1:2       |
| Real Oviedo           | 4:3           | Real Sociedad         | 2:1      | 2:2       |
| CD Plasencia          | 2:8           | RCD Español           | 1:5      | 1:3       |
| CE Sabadell           | 5:0           | FC Granada            | 4:0      | 1:0       |
| Real Valladolid       | 0:1           | Rayo Vallecano        | 0:0      | 0:1       |
| CD Teneriffa          | 3:2           | Sporting Gijón        | 2:0      | 1:2       |

## Vierte Runde
Die Hinspiele wurden am 11. Dezember 1985, die Rückspiele am 8. und 14. Januar 1986 ausgetragen.
|                   | Gesamt        |                   | Hinspiel | Rückspiel |
| ----------------- | ------------- | ----------------- | -------- | --------- |
| Hércules Alicante | 2:3           | Recreativo Huelva | 2:1      | 0:2       |
| UD Las Palmas     | 3:5           | CD Castellón      | 1:1      | 2:4       |
| UE Lleida         | 2:1           | Rayo Vallecano    | 1:0      | 1:1       |
| CD Logroñés       | 2:4           | Racing Santander  | 1:1      | 1:3       |
| CA Osasuna        | 1:2           | Real Burgos       | 1:0      | 0:2       |
| Real Oviedo       | 4:3           | RCD Español       | 2:0      | 2:3       |
| FC Sevilla        | 1:1 3:0 i. E. | RCD Mallorca      | 1:0      | 0:1       |
| FC Valencia       | 1:4           | CD Teneriffa      | 0:1      | 1:3       |
| Real Saragossa    | 3:1           | CD Málaga         | 2:0      | 1:1       |

- Freilose: Castilla CF, CE Sabadell und Celta Vigo.

## Achtelfinale
Die Hinspiele wurden am 15. und 29. Januar, die Rückspiele am 5. und 12. Februar 1986 ausgetragen.
|                  | Gesamt        |                   | Hinspiel | Rückspiel |
| ---------------- | ------------- | ----------------- | -------- | --------- |
| CD Castellón     | 0:4           | Athletic Bilbao   | 0:0      | 0:4       |
| Real Oviedo      | 1:1 2:4 i. E. | Celta Vigo        | 1:0      | 0:1       |
| UE Lleida        | 0:1           | FC Barcelona      | 0:1      | 0:0       |
| Real Madrid      | 6:3           | Recreativo Huelva | 5:0      | 1:3       |
| Racing Santander | 1:2           | Atlético Madrid   | 1:0      | 0:2       |
| FC Sevilla       | 1:2           | Castilla CF       | 1:1      | 0:1       |
| CD Teneriffa     | 2:5           | CE Sabadell       | 1:0      | 1:5       |
| Real Saragossa   | 3:1           | Real Burgos       | 1:0      | 2:1       |

## Viertelfinale
Die Hinspiele wurden am 12. und 20. Februar, die Rückspiele am 26. Februar 1986 ausgetragen.
|                 | Gesamt        |                 | Hinspiel | Rückspiel |
| --------------- | ------------- | --------------- | -------- | --------- |
| Atlético Madrid | 1:2           | FC Barcelona    | 1:2      | 0:0       |
| Castilla CF     | 2:8           | Real Saragossa  | 2:1      | 0:7       |
| Celta Vigo      | 0:4           | Real Madrid     | 0:0      | 0:4       |
| CE Sabadell     | 2:2 2:3 i. E. | Athletic Bilbao | 1:1      | 1:1       |

## Halbfinale
Die Hinspiele wurden am 12. März, die Rückspiele am 9. April 1986 ausgetragen.
|                | Gesamt |                 | Hinspiel | Rückspiel |
| -------------- | ------ | --------------- | -------- | --------- |
| FC Barcelona   | 3:1    | Athletic Bilbao | 1:0      | 2:1       |
| Real Saragossa | 4:3    | Real Madrid     | 2:0      | 2:3       |

## Finale
| Real Saragossa                                      | Real Saragossa | FC Barcelona | FC Barcelona |
| --------------------------------------------------- | --- | --- | ------------ |
| Real Saragossa                                      | \| 26. April 1986 in Madrid (Estadio Vicente Calderón) \| \| Ergebnis: 1:0 (1:0) \| \| Zuschauer: 45.000 \| \| Schiedsrichter: Victoriano Sánchez Arminio \| | \| 26. April 1986 in Madrid (Estadio Vicente Calderón) \| \| Ergebnis: 1:0 (1:0) \| \| Zuschauer: 45.000 \| \| Schiedsrichter: Victoriano Sánchez Arminio \|                                                                                          | FC Barcelona |
| Real Saragossa                                      | Andoni Cedrún – Juan Casuco, Narciso Juliá, Rafael García Cortés – Francisco Güerri, Juan Carlos Justes, Juan Antonio Señor , Pedro Herrera – Miguel Pardeza (90. José Ramón Corchado), Rubén Sosa (85. José Antonio Casajús), Francisco Pineda Cheftrainer: Luis Costa | Urruti – Tente Sánchez, Migueli, José Ramón Alexanko , Julio Alberto Moreno – Víctor Muñoz, Bernd Schuster, Ramón Calderé, Esteban Vigo (70. Paco Clos) – Francisco Carrasco (70. Marcos Alonso), Pichi Alonso Cheftrainer: Terry Venables ( England) | FC Barcelona |
| Real Saragossa                                      | 1:0 Rubén Sosa (34.) | | FC Barcelona |
| Real Saragossa                                      | Francisco Güerri (57.) | | FC Barcelona |
| 26. April 1986 in Madrid (Estadio Vicente Calderón) | | |              |
| Ergebnis: 1:0 (1:0)                                 | | |              |
| Zuschauer: 45.000                                   | | |              |
| Schiedsrichter: Victoriano Sánchez Arminio          | | |              |